# Marauder (véhicule)
Pour les articles homonymes, voir Marauder.
Le Marauder est un véhicule blindé léger résistant aux mines, produit par Paramount Group en Afrique du Sud. Il est lancé en février 2007 lors de l'International Defence Exhibition d'Abou Dabi qui constitue la plus importante exposition d'armes du Moyen-Orient.

## Conception et spécifications
Le Marauder est développé pour la reconnaissance et les missions de maintien de la paix. Il transporte un équipage pouvant atteindre jusqu'à dix personnes, incluant un pilote et un commandant.
Initialement conçu pour opérer dans les zones urbaines et confinées, il est plus petit et plus léger que le Matador, une automitrailleuse similaire. Il est disponible en versions 4x4 ou 6x6. Le Marauder a une vitesse maximale comprise entre 100 et 120 km/h en fonction du type de pneus utilisé et une autonomie maximale de 700 km. Sa coque blindée à double blindage lui permet de répondre à la norme STANAG 4569 jusqu'au niveau 3.
La charge utile du Marauder permet de l'équiper de divers systèmes de défense et d'armement comme des mitrailleuses de léger et moyen calibres, des lance-missiles ainsi que des systèmes de commandement, de surveillance et de contrôle. Le véhicule peut aussi être configuré afin de pouvoir tirer au mortier depuis la plateforme de chargement.

## Production

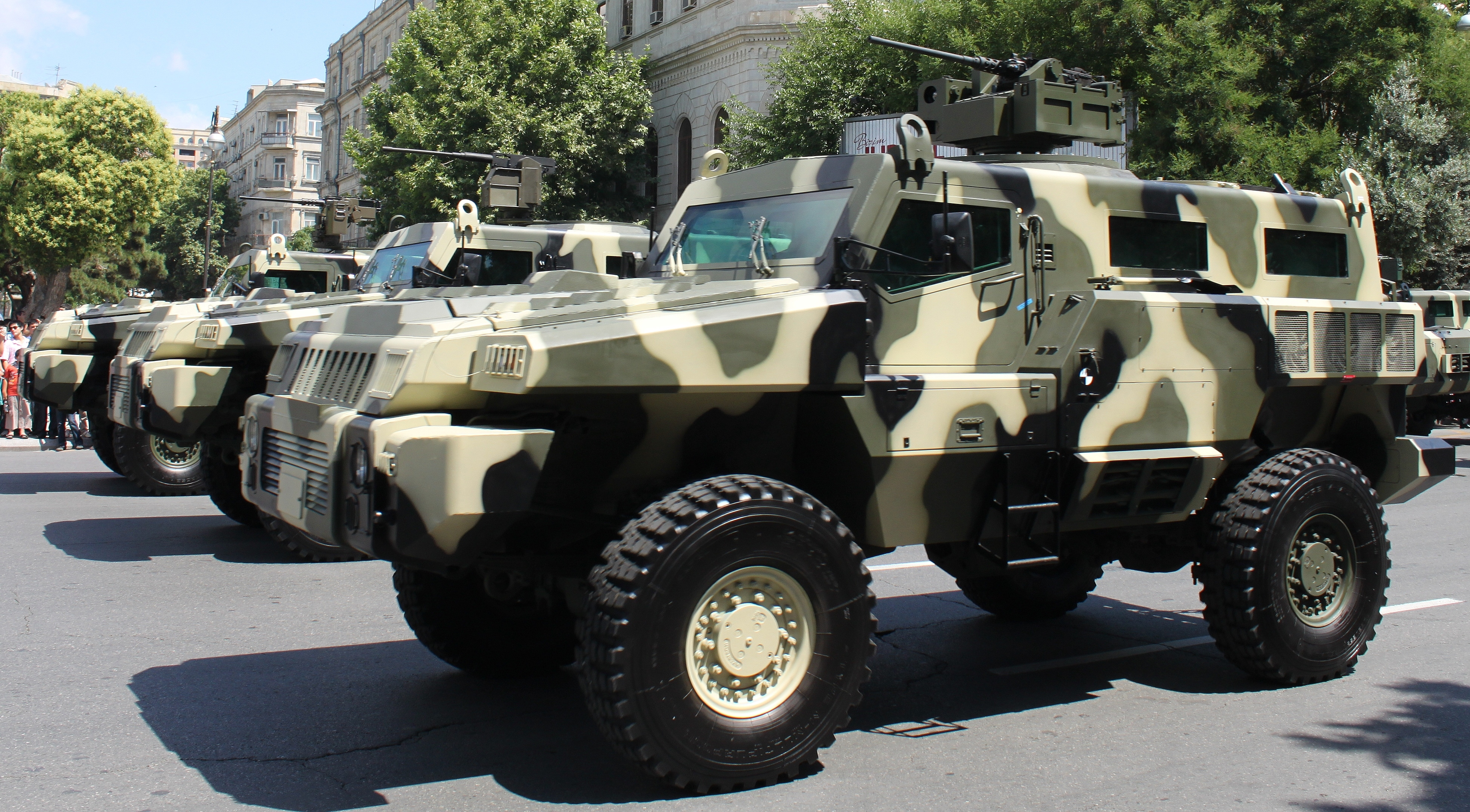
Image de maraudeurs en azerbaijani.

En 2008, Paramount Group conclut, pour la fabrication de ses véhicules blindés, un accord avec le King Abdullah Design and Development Bureau (en), la principale agence gouvernementale militaire de Jordanie qui développe et fabrique des systèmes de défense. En plus d'en être l'un des fabricants, la Jordanie a été le premier client pour le Marauder.

## Dans la culture populaire
En juin 2011, la version civile du Marauder est présentée par Richard Hammond dans Top Gear, une émission britannique consacrée à l'automobile. L'objectif de l'essai était de confronter le Marauder à son rival le plus proche, le Hummer H3 dont la production a cessé. Contrairement au Hummer H1, le H3 est un modèle civil basé sur la Chevrolet Colorado. Les tests ont également consisté à passer commande à un drive-in, à conduire hors route, à traverser un mur de briques, à passer sur des voitures en stationnement et à tester la résistance du véhicule à une explosion ayant lieu juste en dessous de celui-ci. Contrairement au Hummer qui a été totalement détruit par l'explosion, le Marauder était encore opérationnel et n'avait subi que des dommages mineurs si bien qu'Hammond est facilement parvenu à le dégager malgré son pneu crevé.
Le Marauder apparaît aussi dans le film District 9 comme véhicule de transport de la MNU.